# Campionati europei di concorso completo 1973
I Campionati europei di concorso completo 1973 si sono svolti a Kiev, in Unione Sovietica.

## Podi
| Evento           | Oro                 | Argento          | Bronzo        |
| Gara individuale | Aleksandr Evdokimov | Herbert Blöcker  | Karsten Horst |
| Gara a squadre   | Regno Unito         | Unione Sovietica | Irlanda       |

## Medagliere
| Posiz. | Nazione          | Oro | Argento | Bronzo | Totale |
| ------ | ---------------- | --- | ------- | ------ | ------ |
| 1      | Unione Sovietica | 1   | 1       | 0      | 2      |
| 2      | Regno Unito      | 1   | 0       | 0      | 1      |
| 3      | Germania Ovest   | 0   | 1       | 1      | 2      |
| 4      | Irlanda          | 0   | 0       | 1      | 1      |
| Totale | Totale           | 2   | 2       | 2      | 6      |